# ピー・ビーシステムズ
株式会社ピー・ビーシステムズ（英: PBsystems,Inc.）は、日本のコンピューターソフトウェア開発会社。1997年2月6日設立。本社は福岡県福岡市博多区。 

## 概要
大手SIerに勤務していた冨田和久（現：代表取締役社長）と大手システムメーカーに勤務していた森崎高広（現：取締役製造本部長）が福岡市の某ソフトウェア開発企業で出会い、意気投合して独立創業した。設立当時から、クラウドコンピューティングの前身である「システム仮想化技術」を追求し、現在は、国内有数の仮想化・クラウドシステム構築企業として知られている。
当時は、「仮想化」を核としたシステム基盤の社会的認知度が低く、製品情報、運用環境での問題などシステム仮想化に関する情報が皆無に等しかったため、利用者を問わず「システム仮想化」に関する情報収集・交換できる場を提供する事を目的として「シトリックス炎の掲示板」を運営し、現在に至るまで国内の企業クラウド環境構築現場に対し大きく貢献している。
近年では「システム仮想化」の専門家集団と評され、システム仮想化に関する専門書の執筆協力等も行っている。
2019年9月12日に福岡証券取引所 Q-Boardに単独新規上場、2022年10月6日には東京証券取引所グロース市場に上場した。

## 事業内容
- 企業の基幹システムのクラウド化を行うセキュアクラウドシステム事業（SCL事業）
- 体験共有型VRシアター「MetaWalkers」（旧:4D王、4DOH）を製造販売するエモーショナルシステム事業(EMO事業)

## 創業者
創業者の冨田和久は1963年生まれ。1986年3月、九州大学卒業。1986年4月、野村総合研究所入社。1997年2月、ピー・ビーシステムズ創業、現代表取締役社長。座右の銘はNothing Seek,Nothing Find、虎穴に入らずんば虎児を得ず。
創業時から仮想化ビジネスに着目し、国内でもいち早く製品の取り扱い、仮想化を利用したシステム基盤構築等を手掛ける。当時、仮想化製品に関する情報が乏しかったため、自ら解説本等を出版し、仮想化ビジネスの啓蒙に努めた。
- 著作物：
  - 『メタフレーム革命』　冨田和久著　ISBN 4-921204-00-4
  - 『メタフレーム革命stage2』　冨田和久著　ISBN 4-921204-01-2

また、同社が製造・販売している360度全周囲スクリーンを用いた3D形式のミニシアター「MetaWalkers」（旧:4D王、4DOH）における、複数のコンテンツについてエグゼクティヴ・プロデューサーとして指揮をとっている。プロデューサーとしての別名は「森真」（元ザ・スミスのボーカリストであったモリッシーを日本語化したと言われている）。
主なプロデュース作品：
- 「マルスの赤いスカーフ」2013年
- 「リッキーと黒き炎」2013年
- 「臨時体育教師ジョン」2013年
- 「臨時体育教師ジョンpart2 ～美女はヅラがお好き」2014年

## 沿革
- 1997年（平成9年）2月 - 資本金1,000万円で福岡市博多区比恵町にて創業。
- 1998年（平成10年）10月 - Citrix社メタフレーム代理店契約締結。
- 1999年（平成11年）6月 - 社員増員のため福岡市博多区内へ移転。
- 2000年（平成12年）4月 - 資本金を3,000万円に増資。
- 2001年（平成13年）
  - 5月 - Citrix社公認教育センターCALC運営、システムラボラトリ開設。
  - 10月 -「デルバイ for MetaFrame」販売開始。
- 2002年（平成14年）10月 - 資本金を4,540万円に増資。「デルバイ for MetaFrame version2」販売開始。
- 2003年（平成15年）
  - 6月 - 社員増員のため福岡市博多区内へ移転。
  - 9月 - 資本金を5,515万円に増資。
  - 12月 - 関東地区専任営業部門を立ち上げ。
- 2004年（平成16年）
  - 9月 -「デルバイ for MetaFrame version3」「キトラス for MetaFrame」販売開始。資本金を5,896万円に増資。
  - 12月 - 資本金を1億883万円に増資。
- 2005年（平成17年）
  - 5月 -「デルバイセック basic」「RM-eサービス」販売開始。
  - 10月 - 東京都中央区築地に東京オフィスを開設。
- 2006年（平成18年）
  - 4月 - 資本金を1億3,433万円に増資。
  - 12月 - 東京オフィスを東京都中央区虎の門に移転。
- 2007年（平成19年）4月 -「デルバイセック for ThinClients」販売開始。
- 2008年（平成20年）9月 -「デルバイゲナー for XenApp」販売開始。
- 2009年（平成21年）
  - 3月 -「キトラスゲナー for XenApp」販売開始。
  - 9月 - 東京オフィスを福岡市博多区内の本社に集約。
  - 12月 -「デルバイゲナー for ThinClients」販売開始。
- 2010年（平成22年）10月 -「3D王」販売のため、エモーショナルシステム部を新設。
- 2011年（平成23年）5月 -「3D王」の製品名を「4D王」に変更。グローバル販売のため海外事業部を新設。
- 2012年（平成24年）8月 - 福岡県「経営革新計画」に認定。
- 2013年（平成25年）
  - 4月 - 「4D王」新コンテンツ「リッキーと黒き炎」を制作/プロデュース。
  - 9月 - 経済産業省「平成25年度クールジャパンの芽の発掘・連携促進事業（プロデューサー人材派遣事業）」に採択。
- 2014年（平成26年）
  - 1月 - お台場ヴィーナスフォートに「4D王」設置。
  - 3月 -
    - 沖縄県豊見城市豊崎ライフセンターとみとんに大型「4D王」短期興行実施（主催：沖縄タイムス社）。
    - 岡山県蒜山高原のヒルゼン高原センターに「4D王」設置（呼称は「ワープシアター360」）。

  - 11月 - 福岡県大野城市の居酒屋「庄の笛（しょうのふえ）」に「4D王」設置。「VMwareパートナーエリアコンテスト」2014年4月～2014年9月度 受賞。
- 2015年（平成27年）
  - 2月 - 沖縄県「おきなわワールド玉泉洞」に「4D王」オープン。
  - 4月 - 佐賀県三瀬峠「旬菜舎さと山」に「4D王」オープン。
  - 3月 - 北九州市「あるあるCity」5階に「4D王」オープン。
  - 7月 - 山口県下関市「はい!からっと横丁」、横浜みなとみらい21の都市型立体遊園地「よこはまコスモワールド」および名古屋港シートレインランドに「4D-KING」設置。
  - 10月 - JR西那須野駅前のコンセプトカフェ「那須ロワイヤル」に「4D王」設置。
  - 12月 - 静岡県伊東市の「伊豆ぐらんぱる公園」に「4D-KING」設置。
- 2016年（平成28年）
  - 3月 - 大阪府枚方市「ひらかたパーク」に「4D-KING」設置。
  - 7月 -
    - 千葉県木更津市「木更津かんらんしゃパークKISARAPIA」にて「4D-KING」オープン。
    - 東京都六本木「テレビ朝日・六本木ヒルズ 夏祭り SUMMER STATION」『無人島0円生活 ぐるっと360°4Dシアター』イベント設置。

  - 8月 - 熊本県玉名市「金魚の館『ギョギョっと4D！シアター』」に4D王オープン。
  - 9月 - 第三者割当増資を実施。
  - 10月 - 北海道紋別市「紋別オホーツクタワー」に4D-KINGオープン。
- 2017年（平成29年）
  - 5月 - 最先端仮想デスクトップセミナーを開催。
  - 7月 - 鹿児島県姶良町「イオンタウン姶良」に4D王オープン。
  - 8月 - 福岡県福岡市「タイトーステーション マリノア店」4D王オープン。
  - 10月 - 福岡県福岡市「スポガ香椎店」に4D王オープン。
- 2018年（平成30年）
  - 6月 - 4D王イメージキャラクタに藤田恵名を起用。
  - 7月 - 4D王が福岡市科学館主催のクリエイティブスペースプロデュースコンテストにて大賞を受賞[5]。
  - 9月 - 福岡市科学館クリエイティブスペースにて「3DVRシアター4D王」の展示を開始。
- 2019年（平成31年/令和元年）
  - 2月 - 沖縄県うるま市の沖縄電力具志川火力発電所電気科学館に4D王オープン。
  - 3月 - 埼玉県さいたま市「鉄道博物館」に「新幹線変形ロボ シンカリオン」の世界観を360°のバーチャル映像と音楽で体感できる4D王を展示開始。
  - 9月 - 福岡証券取引所 Q-Boardに新規上場。
  - 10月 - 第三者割当増資を実施。浅草花やしきに4D王が登場。
  - 11月 - 4D王にインタラクティブ機能を追加したi4DOH検証実験を発表。オラクルが提供するクラウドへのビジネス本格参入を発表。
  - 12月 -
    - クラウド印刷コネクター「ThinPrint Hub」の発売を発表。
    - 京都鉄道博物館に「新幹線変形ロボ シンカリオン360°ザ・ムービー」を設置。
    - 2019年12月31日を基準日とする株式分割を実行。
- 2020年（令和2年）
  - 2月 -
    - 横浜市戸塚区で開催されたとつか減災フェアに「防災4Dシアター」を出展。
    - シトリックスシステムズジャパンより、国内初のTechnology Excellence Awardを受賞。
    - テレワーク導入サービスを提供開始。
    - 役員持ち株会と社員持ち株会の設立を発表。
    - デル・テクノロジーズのデジタル化支援パッケージのソリューション提供パートナーの1社に選出

  - 6月 -「4D王」の製品名を「4DOH」に改称[6]。
- 2022年（令和4年）10月 - 東京証券取引所グロース市場に上場。
- 2023年（令和5年）1月 -「4DOH」の製品名を「MetaWalkers」に改称。

## パートナー
- シトリックス・システムズジャパン　ソリューション・アドバイザーPlatinum